# Narvi
Narvi  är en av Saturnus månar. Den upptäcktes av Scott S. Sheppard, David C. Jewitt och Jan Kleyna 2003, och gavs den tillfälliga beteckningen S/2003 S 1. Den heter också Saturn XXXI.
Narvi är 6,6 kilometer i diameter och har ett genomsnittligt avstånd på 18 719 000 kilometer från Saturnus. Den har en lutning av 137° till ekliptikan (109° till Saturnus ekvator) i en retrograd riktning och med en excentricitet på 0,320.